# 張延齡 (清朝)
張延齡（?—?），河南省許州直隸州襄城縣人，清朝政治人物、同進士出身。
光緒十八年（1892年），参加光緒壬辰科殿試，登進士三甲49名。同年五月，著交吏部掣签分发各省，以知县即用。